# Schüller Möbelwerk
Die Schüller Möbelwerk GmbH ist ein deutscher Hersteller von Einbauküchen mit Sitz im mittelfränkischen Herrieden. Am dortigen Produktionsstandort werden jährlich rund 170.000 Küchen gefertigt, die weltweit vertrieben werden. Nach Umsatz ist Schüller der zweitgrößte Hersteller von Küchenmöbeln in Deutschland.

## Geschichte
Im Jahr 1966 übernahm Otto Schüller die Schreinerei des Vaters und gründete die  Otto Schüller OHG. In den Anfangsjahren wurden Küchenbüffets und einzelne Möbel gefertigt. Das Unternehmen hatte zu diesem Zeitpunkt 25 Mitarbeiter. Mitte der 1970er Jahre entstand die erste individuell planbare Einbauküchen-Kollektion. Nachdem 1984 das erste Hochregallager gebaut wurde, folgte 1996 der Neubau von Produktionshallen und eines Verwaltungsgebäudes. Im Jahr 1998 war die Mitarbeiteranzahl auf über 600 angewachsen. 2000 wurde ein Ausstellungs-Center mit 1400 m² Fläche auf dem Firmengelände in Herrieden eröffnet, es dient auch für Schulungszwecke. 2003 übergab Otto Schüller die Firmenleitung an Markus Schüller, Max Heller und Manfred Niederauer. 2006 folgte die Eröffnung des Messecenters house4kitchen im ostwestfälischen Löhne. Die Tochtergesellschaft Systemo wurde 2010 gegründet. In den folgenden zehn Jahren gab es Erweiterungen von Verwaltungsgebäuden und Produktion.
Rückwirkend zum 31. März 2018 wurden der Bad-Möbelhersteller Puris Bad GmbH (heute Puris Bad GmbH & Co. KG), die Impuls Küchen GmbH, die Briloner Möbel Werke GmbH, die Briloner Möbelfertigungsgesellschaft mbH und die Zweckgesellschaft Briloner Grundstücksgesellschaft mbH von der Beteiligungsgesellschaft Brimax übernommen, die Schüller zuzuordnen ist. Die Firmen betreiben einen großen Produktionsstandort für Möbel in Brilon. Alle Firmen gehörten zum Steinhoff-Konzern.
Nach Angaben des Unternehmens produziert die Schüller Möbelwerke GmbH täglich ca. 760 Küchen, also innerhalb eines Jahres ca. 170.000 Stück.
Unter der Handelsmarke Novel werden Schüller-Küchen bei XXXLutz vertrieben.

## Auszeichnungen
Schüller Möbelwerk GmbH erhielt unter anderem folgende Auszeichnungen:
- German Brand Award 2023 Gold für Schüller-Küchenmarke Next125, Kategorie „Excellent Brands – Kitchen & Household Appliances“[6]
- MHK Excellence Award 2025, Kategorie Küchenmöbel[7]